# Echinolittorina sundaica
Echinolittorina sundaica is een slakkensoort uit de familie van de Littorinidae. De wetenschappelijke naam van de soort is voor het eerst geldig gepubliceerd in 1945 door Van Regteren Altena.